# Diatoma problematica
Diatoma problematica – gatunek okrzemek występujących w wodach słodkich. 

## Morfologia
W naturze tworzy zygzakowate kolonie. Jednokomórkowe osobniki o rozmiarach 20–50 μm długości i 5–7 μm szerokości. Skorupki widziane z boku prostokątne, od góry mniej lub bardziej eliptyczne z równomiernie szerokimi końcami, górnym (apikalnym) i dolnym (bazalnym). Na powierzchni okrywy znajdują się delikatne prążki i bardziej masywne żebra i po jednym wyrostku labialnym. 

## Gatunki podobne
Najbardziej podobnym z wyglądu gatunkiem jest Diatoma moniliformis, zwłaszcza dłuższe osobniki z podgatunku D. moniliformis ovalis. W odróżnieniu od D. problematica u gatunku tego na okrywach występują po dwa wyrostki labialne. Podobne, choć zwykle szersze, są również osobniki Diatoma vulgaris i Diatoma ehrenbergii. Podobne są też osobniki Diatoma polonica, jednak są bardziej eliptyczne i zwykle krótsze. 

## Ekologia
Gatunek fitobentosowy, słodkowodny, choć określany jako halofilny. Występuje głównie w wodach płynących, w jeziorach rzadszy. W polskim wskaźniku okrzemkowym do oceny stanu ekologicznego rzek (IO) nieuznany za gatunek referencyjny ani dla rzek o podłożu węglanowym, ani krzemianowym. Przypisano mu wartość wskaźnika saprobii równą 1,3, co odpowiada preferencji do wód mało zanieczyszczonych materią organiczną, a nie przypisano wartości wskaźnika trofii. Niemniej spotykany jest głównie w wodach eutroficznych, a nawet politroficznych i zasolonych. W niemieckim wskaźniku RAQ dla alpejskich jezior jest gatunkiem wskazującym na degradację. Zwykle nie dominuje w środowisku, występując z innymi gatunkami. 